# Список медалістів зимових Паралімпійських ігор 2022
Зимові Паралімпійські ігри 2022 — тринадцяті зимові Паралімпійські ігри відбуваються з 4 по 13 березня 2022 року у місті Пекін (Китай).

## Біатлон
| Клас          | Дисципліна | Золото                                                  | Срібло                                                    | Бронза                                                  |
| Жінки         |            |                                                         |                                                           |                                                         |
| З вадами зору | 6 км       | Оксана Шишкова · Україна Ведучий: Віталій Казаков       | Лінн Казмаєр · Німеччина Ведучий: Флоріан Бауманн         | Леоні Марія Вальтер · Німеччина Ведучий: Пірмін Штрекер |
| З вадами зору | 10 км      | Леоні Марія Вальтер · Німеччина Ведучий: Пірмін Штрекер | Оксана Шишкова · Україна Ведучий: Віталій Казаков         | Ван Юе · Китай Ведучий: Лі Ялінь                        |
| З вадами зору | 12,5 км    | Оксана Шишкова · Україна Ведучий: Віталій Казаков       | Лінн Казмаєр · Німеччина Ведучий: Флоріан Бауманн         | Леоні Марія Вальтер · Німеччина Ведучий: Пірмін Штрекер |
|               |            |                                                         |                                                           |                                                         |
| Стоячи        | 6 км       | Го Юйцзе · Китай                                        | Людмила Ляшенко · Україна                                 | Чжао Чжицин · Китай                                     |
| Стоячи        | 10 км      | Ірина Буй · Україна                                     | Олександра Кононова · Україна                             | Людмила Ляшенко · Україна                               |
| Стоячи        | 12,5 км    | Людмила Ляшенко · Україна                               | Чжао Чжицин · Китай                                       | Бріттані Гудак · Канада                                 |
|               |            |                                                         |                                                           |                                                         |
| Сидячи        | 6 км       | Оксана Мастерс · США                                    | Шан Їлінь · Китай                                         | Кендалл Гретч · США                                     |
| Сидячи        | 10 км      | Кендалл Гретч · США                                     | Оксана Мастерс · США                                      | Аня Віккер · Німеччина                                  |
| Сидячи        | 12,5 км    | Оксана Мастерс · США                                    | Кендалл Гретч · США                                       | Шан Їлінь · Китай                                       |
| Чоловіки      |            |                                                         |                                                           |                                                         |
| З вадами зору | 6 км       | Віталій Лук'яненко · Україна Ведучий: Борис Бабар       | Олександр Казік · Україна Ведучий: Сергій Кучерявий       | Дмитро Суярко · Україна Ведучий: Олександр Никонович    |
| З вадами зору | 10 км      | Віталій Лук'яненко · Україна Ведучий: Борис Бабар       | Анатолій Ковалевський · Україна Ведучий: Олександр Мукшин | Дмитро Суярко · Україна Ведучий: Олександр Никонович    |
| З вадами зору | 15 км      | Олександр Казік · Україна Ведучий: Борис Бабар          | Віталій Лук'яненко · Україна Ведучий: Олександр Мукшин    | Ю Шан · Китай Ведучий: Ван Гуаню                        |
|               |            |                                                         |                                                           |                                                         |
| Стоячи        | 6 км       | Григорій Вовчинський · Україна                          | Марко Маєр · Німеччина                                    | Марк Арендз · Канада                                    |
| Стоячи        | 10 км      | Марк Арендз · Канада                                    | Григорій Вовчинський · Україна                            | Олександр Герліц · Казахстан                            |
| Стоячи        | 15 км      | Бенджамін Давієт · Франція                              | Марк Арендз · Канада                                      | Григорій Вовчинський · Україна                          |
|               |            |                                                         |                                                           |                                                         |
| Сидячи        | 6 км       | Лю Цзисюй · Китай                                       | Тарас Радь · Україна                                      | Лю Ментао · Китай                                       |
| Сидячи        | 10 км      | Лю Ментао · Китай                                       | Мартін Фляйг · Німеччина                                  | Тарас Радь · Україна                                    |
| Сидячи        | 15 км      | Лю Ментао · Китай                                       | Тарас Радь · Україна                                      | Лю Цзисюй · Китай                                       |

## Гірськолижний спорт
| Клас          | Дисципліна         | Золото                                                  | Срібло                                                 | Бронза                                                  |
| Жінки         |                    |                                                         |                                                        |                                                         |
| З вадами зору | Швидкісний спуск   | Генрієта Фаркашова · Словаччина Ведучий: Мартін Мотика  | Чжу Дацин · Китай Ведучий:                             | Міллі Найт · Велика Британія Ведучий: Бретт Вільд       |
| З вадами зору | Супергігант        | Олександра Рексова · Словаччина Ведучий: Єва Трайчикова | Мінна Фітцпатрик · Велика Британія Ведучий: Гарі Смітт | Чжу Дацин · Китай Ведучий: Ганьгань Янь                 |
| З вадами зору | Гігантський слалом | Вероніка Айгнер · Австрія Ведучий: Елізабет Айгнер      | Чжу Дацин · Китай Ведучий: Ганьгань Янь                | Барбара Айгнер · Австрія Ведучий: Клара Сікора          |
| З вадами зору | Слалом             | Вероніка Айгнер · Австрія Ведучий: Елізабет Айгнер      | Барбара Айгнер · Австрія Ведучий: Клара Сікора         | Олександра Рексова · Словаччина Ведучий: Єва Трайчикова |
| З вадами зору | Суперкомбінація    | Генрієта Фаркашова · Словаччина Ведучий: Міхал Червень  | Чжу Дацин · Китай Ведучий: Ганьгань Янь                | Мінна Фітцпатрик · Велика Британія Ведучий: Гарі Смітт  |
|               |                    |                                                         |                                                        |                                                         |
| Стоячи        | Швидкісний спуск   | Моллі Джепсен · Канада                                  | Чжан Менцю · Китай                                     | Ебба Оршйо · Швеція                                     |
| Стоячи        | Супергігант        | Чжан Менцю · Китай                                      | Марі Боче · Франція                                    | Алана Ремсі · Канада                                    |
| Стоячи        | Гігантський слалом | Чжан Менцю · Китай                                      | Моллі Джепсен · Канада                                 | Андреа Ротфусс · Німеччина                              |
| Стоячи        | Слалом             | Ебба Оршйо · Швеція                                     | Чжан Менцю · Китай                                     | Анна-Марія Рідер · Німеччина                            |
| Стоячи        | Суперкомбінація    | Ебба Оршйо · Швеція                                     | Чжан Менцю · Китай                                     | Алана Ремсі · Канада                                    |
|               |                    |                                                         |                                                        |                                                         |
| Сидячи        | Швидкісний спуск   | Момока Мураока · Японія                                 | Анна-Лена Форстер · Німеччина                          | Лю Сітон · Китай                                        |
| Сидячи        | Супергігант        | Момока Мураока · Японія                                 | Анна-Лена Форстер · Німеччина                          | Чжан Веньцзін · Китай                                   |
| Сидячи        | Гігантський слалом | Момока Мураока · Японія                                 | Лю Сітон · Китай                                       | Чжан Веньцзін · Китай                                   |
| Сидячи        | Слалом             | Анна-Лена Форстер · Німеччина                           | Чжан Веньцзін · Китай                                  | Лю Сітон · Китай                                        |
| Сидячи        | Суперкомбінація    | Анна-Лена Форстер · Німеччина                           | Момока Мураока · Японія                                | Лю Сітон · Китай                                        |
| Чоловіки      |                    |                                                         |                                                        |                                                         |
| З вадами зору | Швидкісний спуск   | Йоганнес Айгнер · Австрія Ведучий: Маттео Фляйшманн     | Мак Марку · Канада Ведучий: Жак Лейч                   | Гіацинт Делеплей · Франція Ведучий: Валентін Жиро Мойне |
| З вадами зору | Супергігант        | Ніл Сімпсон · Велика Британія Ведучий: Ендрю Сімпсон    | Джакомо Бертаньоллі · Італія Ведучий: Андреа Равеллі   | Йоганнес Айгнер · Австрія Ведучий: Маттео Фляйшманн     |
| З вадами зору | Гігантський слалом | Йоганнес Айгнер · Австрія Ведучий: Маттео Фляйшманн     | Джакомо Бертаньоллі · Італія Ведучий: Андреа Равеллі   | Мирослав Гараус · Словаччина Ведучий: Марош Гудік       |
| З вадами зору | Слалом             | Джакомо Бертаньоллі · Італія Ведучий: Андреа Равеллі    | Йоганнес Айгнер · Австрія Ведучий: Маттео Фляйшманн    | Мирослав Гараус · Словаччина Ведучий: Марош Гудік       |
| З вадами зору | Суперкомбінація    | Джакомо Бертаньоллі · Італія Ведучий: Андреа Равеллі    | Йоганнес Айгнер · Австрія Ведучий: Маттео Фляйшманн    | Ніл Сімпсон · Велика Британія Ведучий: Ендрю Сімпсон    |
|               |                    |                                                         |                                                        |                                                         |
| Стоячи        | Швидкісний спуск   | Артур Боше · Франція                                    | Маркус Зальхер · Австрія                               | Тео Гмюр · Швейцарія                                    |
| Стоячи        | Супергігант        | Лян Цзиньї · Китай                                      | Маркус Зальхер · Австрія                               | Алексіс Гімонд · Канада                                 |
| Стоячи        | Гігантський слалом | Сантері Кіївері · Фінляндія                             | Томас Волш · Фінляндія                                 | Артур Боше · Франція                                    |
| Стоячи        | Слалом             | Артур Боше · Франція                                    | Лян Цзиньї · Китай                                     | Адам Холл · Нова Зеландія                               |
| Стоячи        | Суперкомбінація    | Артур Боше · Франція                                    | Сантері Кіївері · Фінляндія                            | Адам Холл · Нова Зеландія                               |
|               |                    |                                                         |                                                        |                                                         |
| Сидячи        | Швидкісний спуск   | Корі Пітерс · Нова Зеландія                             | Єспер Педерсен · Норвегія                              | Таїкі Морії · Японія                                    |
| Сидячи        | Супергігант        | Єспер Педерсен · Норвегія                               | Корі Пітерс · Нова Зеландія                            | Таїкі Морії · Японія                                    |
| Сидячи        | Гігантський слалом | Єспер Педерсен · Норвегія                               | Рене де Сільвестро · Італія                            | Лян Цзілу · Китай                                       |
| Сидячи        | Слалом             | Єспер Педерсен · Норвегія                               | Нільс де Ланген · Нідерланди                           | Рене де Сільвестро · Італія                             |
| Сидячи        | Суперкомбінація    | Єспер Педерсен · Норвегія                               | Єрун Кампшройр · Нідерланди                            | Нільс де Ланген · Нідерланди                            |

## Керлінг на візках
| Дисципліна      | Золото                                                         | Срібло                                                                                       | Бронза                                                                   |
| Змішаний турнір | Китай Ван Гайтао Чень Цзяньсінь Чжан Мінлян Янь Чжуо Сунь Юлон | Швеція Вільо Петерссон-Даль Ронні Перссон Матс-Ола Енгборг Кристіна Уландер Сабіна Йоганссон | Канада Йон Турстон Іна Форрест Денніс Тіссен Марк Ідесон Коллінда Джозеф |

## Лижні перегони
| Клас          | Дисципліна                     | Золото | Срібло                                                                                   | Бронза                                                                     |  |
| Жінки         |                                | |                                                                                          |                                                                            |  |
| З вадами зору | 1,5 км спринт                  | Каріна Едлінгер · Австрія Ведучий: Йозеф Лоренц                                                                           | Оксана Шишкова · Україна Ведучий: Андрій Марченко                                        | Лінн Казмаєр · Німеччина Ведучий: Флоріан Бауманн                          |  |
| З вадами зору | 10 км вільним стилем           | Лінн Казмаєр · Німеччина Ведучий: Флоріан Бауманн                                                                         | Ван Юе · Китай Ведучий: Лі Ялінь                                                         | Каріна Едлінгер · Австрія Ведучий: Йозеф Лоренц                            |  |
| З вадами зору | 15 км класичним стилем         | Оксана Шишкова · Україна Ведучий: Віталій Казаков                                                                         | Лінн Казмаєр · Німеччина Ведучий: Флоріан Бауманн                                        | Леоні Марія Вальтер · Німеччина Ведучий: Пірмін Штрекер                    |  |
|               |                                | |                                                                                          |                                                                            |  |
| Стоячи        | 1,5 км спринт                  | Наталі Вілкі · Канада | Вільде Нільсен · Норвегія                                                                | Сідні Пітерсон · США                                                       |  |
| Стоячи        | 10 км вільним стилем           | Олександра Кононова · Україна                                                                                             | Наталі Вілкі · Канада                                                                    | Ірина Буй · Україна                                                        |  |
| Стоячи        | 15 км класичним стилем         | Наталі Вілкі · Канада | Сідні Пітерсон · США                                                                     | Бріттані Гудак · Канада                                                    |  |
|               |                                | |                                                                                          |                                                                            |  |
| Сидячи        | 1,1 км спринт                  | Ян Гунцюн · Китай | Оксана Мастерс · США                                                                     | Лі Паньпань · Китай                                                        |  |
| Сидячи        | 7,5 км                         | Ян Гунцюн · Китай | Оксана Мастерс · США                                                                     | Ма Цзин · Китай                                                            |  |
| Сидячи        | 15 км                          | Ян Гунцюн · Китай | Оксана Мастерс · США                                                                     | Лі Паньпань · Китай                                                        |  |
| Чоловіки      |                                | |                                                                                          |                                                                            |  |
| З вадами зору | 1,5 км спринт                  | Браян Макківер · Канада                                                                                                   | Джейк Адікофф · США                                                                      | Зебастьян Модін · Швеція                                                   |  |
| З вадами зору | 12,5 км вільним стилем         | Браян Макківер · Канада                                                                                                   | Зебастьян Модін · Швеція                                                                 | Дмитро Суярко · Україна                                                    |  |
| З вадами зору | 20 км класичним стилем         | Браян Макківер · Канада                                                                                                   | Джейк Адікофф · США                                                                      | Зебастьян Модін · Швеція                                                   |  |
|               |                                | |                                                                                          |                                                                            |  |
| Стоячи        | 1,5 км спринт                  | Бенджамін Давієт · Франція                                                                                                | Марко Маєр · Німеччина                                                                   | Григорій Вовчинський · Україна                                             |  |
| Стоячи        | 12,5 км вільним стилем         | Ван Ченьян · Китай | Бенджамін Давієт · Франція                                                               | Цай Цзяюнь · Китай                                                         |  |
| Стоячи        | 20 км класичним стилем         | Таїкі Кавайоке · Японія                                                                                                   | Цай Цзяюнь · Китай                                                                       | Цю Мін'ян · Китай                                                          |  |
| Стоячи        |                                | |                                                                                          |                                                                            |  |
| Сидячи        | 1,1 км спринт                  | Чжен Пен · Китай | Мао Чжун'у · Китай                                                                       | Коллін Кемерон · Канада                                                    |  |
| Сидячи        | 10 км                          | Мао Чжун'у · Китай | Чжен Пен · Китай                                                                         | Джузеппе Ромеле · Італія                                                   |  |
| Сидячи        | 18 км                          | Чжен Пен · Китай | Мао Чжун'у · Китай                                                                       | Коллін Кемерон · Канада                                                    |  |
| Змішані       |                                | |                                                                                          |                                                                            |  |
| Усі класи     | Змішана естафета (4 × 2,5 км)  | США Оксана Мастерс Сідні Петерсон Деніел Кноссен Джейк Адікофф Ведучий: Сем Вуд                                           | Китай Шань Їлінь Ван Ченьян Чжен Пен Цай Цзяюнь                                          | Канада Коллін Камерон Емілі Янг Марк Арендз Наталі Вілкі                   |  |
| Усі класи     | Відкрита естафета (4 × 2,5 км) | Україна Дмитро Суярко Ведучий: Олександр Никонович Григорій Вовчинський Василь Кравчук Анатолій Ведучий: Олександр Мукшин | Франція Бенджамін Давієт Антоні Шаленсон Ведучий: Александр Пує Ведучий: Брісе Оттонелло | Норвегія К'яртан Гоген Вільде Нільсен Томас Оксоль Ведучий: Уле-Мартін Лід |  |

## Следж-хокей
| Дисципліна      | Золото | Срібло | Бронза |
| Змішаний турнір | США Ральф ДеКвебек Тревіс Додсон Девід Остеч Деклан Фермер Ноа Гров Малік Джонс Гріффін ЛаМарре Джен Лі Кевін МакКі Джош Місевіч Еван Нікольс Джош Поульс Ріко Роман Броуді Ройбол Джек Воллос Джозеф Вудке Кайл Зих | Канада роб Армстронг Біллі Бріджес род Крейн Бен Делані Адам Діксон Джеймс Данн Тайрон Генрі Ліам Гіккі Антон Джейкобс-Вебб Адам Кінгсмілл Домінік Лароше Зак Левін Антуан Лего Тайлер МакГрегор Гарретт Рілі Бранден Сісон Грег Вестлейк | Китай Бай Сюсон Цюй Ютао Гу Гуанцзянь Цзі Яньчжао Лі Гонгуань Лю Чжи Шень Їфен Сун Сяодун Тянь Цзіньтао Ван Юцзян Ван Вей Ван Чжидун Сю Цзиньцян Ю Цзин Чжан Чжен Чжу Чжаньфу |

## Сноубординг
| Клас     | Дисципліна         | Золото                        | Срібло                        | Бронза                  |
| Чоловіки |                    |                               |                               |                         |
| SB-UL    | Сноуборд-крос      | Цзи Ліцзя · Китай             | Ван Пеньяо · Китай            | Чжу Юнган · Китай       |
| SB-UL    | Банківський слалом | Максіме Монтаджоні · Франція  | Цзи Ліцзя · Китай             | Чжу Юнган · Китай       |
|          |                    |                               |                               |                         |
| SB-LL1   | Сноуборд-крос      | Тайлер Тернер · Канада        | Майк Шульц · США              | У Чжунвей · Китай       |
| SB-LL1   | Банківський слалом | У Чжунвей · Китай             | Кріс Вос · Нідерланди         | Тайлер Тернер · Канада  |
|          |                    |                               |                               |                         |
| SB-LL2   | Сноуборд-крос      | Матті Суур-Гамарі · Фінляндія | Гаррет Джерос · США           | Бен Тадгоуп · Австралія |
| SB-LL2   | Банківський слалом | Ці Сунь · Китай               | Матті Суур-Гамарі · Фінляндія | Оллі Гілл · Норвегія    |
| Жінки    |                    |                               |                               |                         |
| SB-LL2   | Сноуборд-крос      | Сесіль Ернандес · Франція     | Ліза Деджонг · Канада         | Бренна Гаккабі · США    |
| SB-LL2   | Банківський слалом | Бренна Гаккабі · США          | Ген Яньгон · Китай            | Лі Тяньтянь · Китай     |